# Marcin Dudziński
Marcin Dudziński, (ur. 14 lipca 1977 w Miechowie) – polski piłkarz, występujący na pozycji napastnika.
Wychowanek Pogoni Miechów. Na początku sezonu 1999/2000 zaczął grać w Stali Stalowa Wola. Po pół roku przeniósł się do Wawelu Kraków. Po pół roku wrócił do klubu. w którym zaczął swoją karierę, jednak na rundę wiosenną sezonu 2000/2001 był ponownie graczem Wawelu. Skończył w tym zespole sezon, by w następnym (2001/2002) zacząć grać w Proszowiance Proszowice. Spotkał tam trenera Wojciecha Stawowego i wraz z nim i paroma innymi graczami, m.in. z Łukaszem Skrzyńskim, przeniósł się do Cracovii. Awansował wraz z tym zespołem z 3 do 1 ligi w 3 lata. Swojego epizodu w Ekstraklasie w barwach Cracovii nie może zaliczyć do udanych, bo zagrał tam w 4 meczach. Od sezonu 2005/2006 do końca rundy jesiennej sezonu 2006/2007 grał w Górniku Zabrze; w poprzednim sezonie zagrał tam w 12 meczach nie strzelając gola.